# Représentations diplomatiques de l'Arabie saoudite

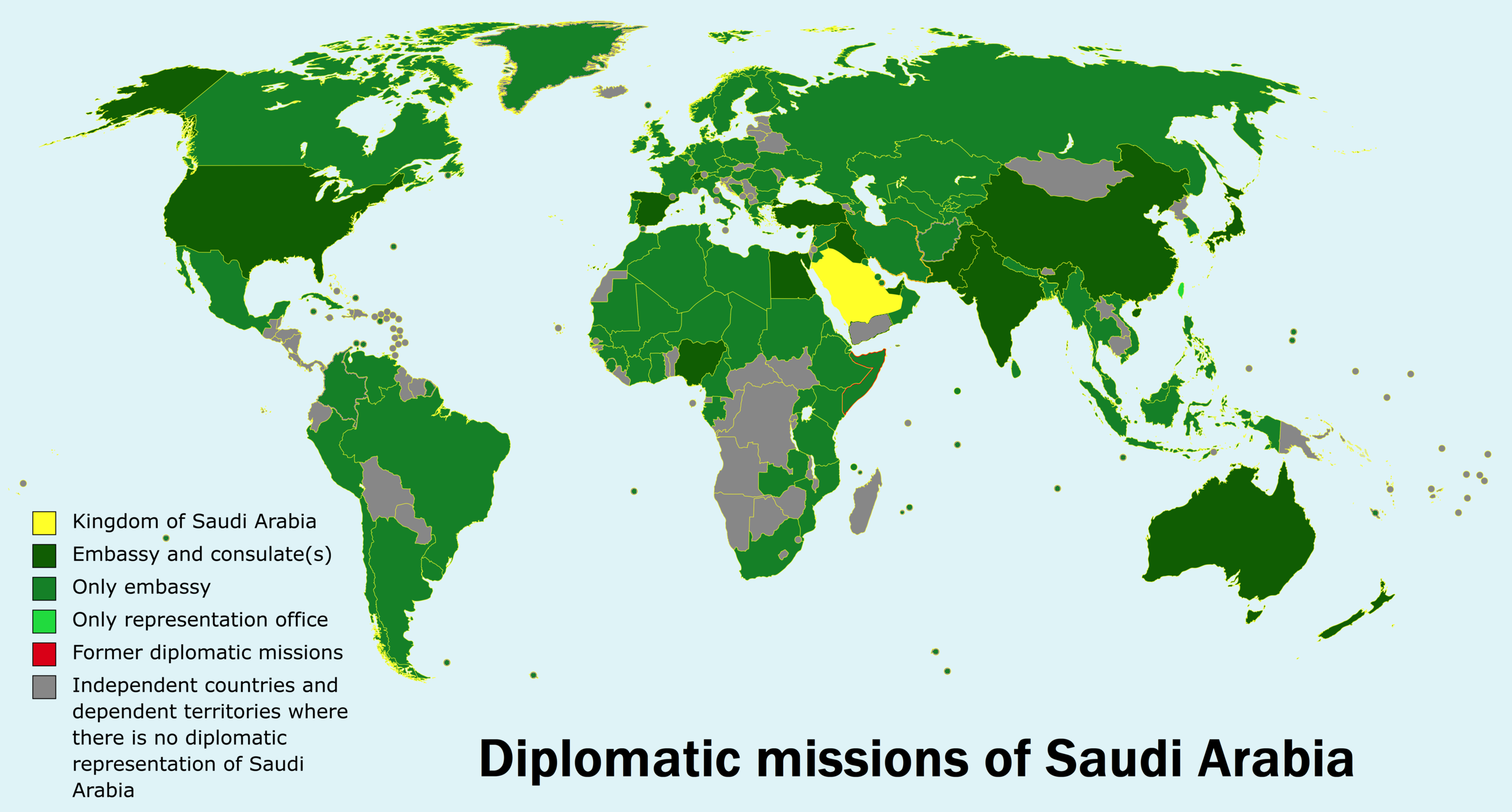
Missions diplomatiques de l'Arabie saoudite

Ceci est une liste des représentations diplomatiques de l'Arabie saoudite. 
Ibn Saud créé le Directoire général des affaires étrangères en 1926. Quatre ans plus tard, il obtient le statut de ministère, même s'il compte un effectif de quinze employés au total et aucune mission diplomatique à l'étranger. En 1936, l'Arabie saoudite possède cinq missions, à Londres, Bagdad, Damas, Genève et Le Caire, et quinze ans plus tard, ce nombre passe à seize. L'Arabie saoudite dispose désormais d'une vaste présence diplomatique dans le monde entier.

## Afrique
- Afrique du Sud
  - Pretoria (ambassade)
- Algérie
  - Algiers (ambassade)
- Burkina Faso
  - Ouagadougou (ambassade)
- Cameroun
  - Yaoundé (ambassade)
- Comores
  - Moroni (ambassade)
- Côte d'Ivoire
  - Abidjan (ambassade)
- Djibouti
  - Djibouti (ambassade)
- Égypte
  - Le Caire (ambassade)
  - Alexandrie (consulat général)
  - Suez (consulat général)
- Érythrée
  - Asmara (ambassade)
- Éthiopie
  - Addis-Abeba (ambassade)
- Gabon
  - Libreville (ambassade)
- Ghana
  - Accra (ambassade)
- Guinée
  - Conakry (ambassade)
- Kenya
  - Nairobi (ambassade)
- Libye
  - Tripoli (ambassade)
- Mali
  - Bamako (ambassade)
- Maroc
  - Rabat (ambassade)
- Maurice
  - Port-Louis (ambassade)
- Mauritanie
  - Nouakchott (ambassade)
- Mozambique
  - Maputo (ambassade)
- Niger
  - Niamey (ambassade)
- Nigeria
  - Abuja (ambassade)
  - Kano (consulat général)
- Ouganda
  - Kampala (ambassade)
- Sénégal
  - Dakar (ambassade)
- Somalie
  - Mogadiscio (ambassade)[1]
- Soudan
  - Khartoum (ambassade)
- Tanzanie
  - Dar es Salam (ambassade)
- Tchad
  - N'Djaména (ambassade)
- Tunisie
  - Tunis (ambassade)
- Zambie
  - Lusaka (ambassade)

## Amérique
- Argentine
  - Buenos Aires (ambassade)
- Brésil
  - Brasilia (ambassade)
- Canada
  - Ottawa (ambassade)
- Chili
  - Santiago (ambassade)
- Colombie
  - Bogotá (ambassade)
- Cuba
  - La Havane (ambassade)
- États-Unis
  - Washington (ambassade)
  - Houston (consulat général)
  - Los Angeles (consulat général)
  - New York (consulat général)
- Mexique
  - Mexico (ambassade)
- Pérou
  - Lima (ambassade)
- Uruguay
  - Montevideo (ambassade)
- Venezuela
  - Caracas (ambassade)

## Asie
- Afghanistan
  - Kaboul (ambassade)
- Azerbaïdjan
  - Bakou (ambassade)
- Bahreïn
  - Manama (ambassade)
- Bangladesh
  - Dacca (ambassade)
- Birmanie
  - Rangoun (ambassade)
- Brunei
  - Bandar Seri Begawan (ambassade)
- Chine
  - Pékin (ambassade)
  - Hong Kong (consulat)
  - Canton (consulat)
- Corée du Sud
  - Séoul (ambassade)
- Émirats arabes unis
  - Abou Dabi (ambassade)
  - Dubaï (consulat général)
- Géorgie
  - Tbilissi (ambassade)
- Inde
  - New Delhi (ambassade)
  - Bombay (consulat général)
- Indonésie
  - Jakarta (ambassade)
- Irak
  - Bagdad (ambassade)
  - Bassorah (consulat général)[2]
  - Erbil (consulat général)[3]
- Iran
  - Téhéran (ambassade)[4]
- Japon
  - Tokyo (ambassade)
  - Osaka (consulat général)
- Jordanie
  - Amman (ambassade)
- Kazakhstan
  - Astana (ambassade)
- Koweït
  - Koweït (ambassade)
- Kirghizistan
  - Bichkek (ambassade)
- Liban
  - Beyrouth (ambassade)
- Malaisie
  - Kuala Lumpur (ambassade)
- Maldives
  - Malé (ambassade)
- Népal
  - Katmandou (ambassade)
- Oman
  - Mascate (ambassade)
- Ouzbékistan
  - Tachkent (ambassade)
- Pakistan
  - Islamabad (Ambassade)
  - Karachi (consulat général)
- Philippines
  - Manille (ambassade)
- Qatar
  - Doha (ambassade)[5]
- Singapour
  - Singapour (ambassade)
- Sri Lanka
  - Colombo (ambassade)
- Syrie
  - Damas (ambassade)
- Taïwan
  - Taipei (bureau commercial à Taipei)
- Tadjikistan
  - Douchanbé (ambassade)
- Thaïlande
  - Bangkok (ambassade)
- Turkménistan
  - Achgabat (ambassade)
- Turquie
  - Ankara (ambassade)
  - Istanbul (consulat général)
- Vietnam
  - Hanoï (ambassade)

## Europe
- Albanie
  - Tirana (ambassade)
- Allemagne
  - Berlin (ambassade)
- Autriche
  - Vienne (ambassade)
- Belgique
  - Bruxelles (ambassade)
- Bosnie-Herzégovine
  - Sarajevo (ambassade)
- Bulgarie
  - Sofia (ambassade)
- Chypre
  - Nicosie (ambassade)
- Danemark
  - Copenhague (ambassade)
- Espagne
  - Madrid (ambassade)
  - Malaga (consulat)
- Finlande
  - Helsinki (ambassade)
- France
  - Paris (ambassade)
- Grèce
  - Athènes (ambassade)
- Hongrie
  - Budapest (ambassade)
- Irlande
  - Dublin (ambassade)
- Italie
  - Rome (ambassade)
- Norvège
  - Oslo (ambassade)
- Pays-Bas
  - La Haye (ambassade)
- Pologne
  - Varsovie (ambassade)
- Portugal
  - Lisbonne (ambassade)
- République tchèque
  - Prague (ambassade)
- Roumanie
  - Bucarest (ambassade)
- Royaume-Uni
  - Londres (ambassade)
- Russie
  - Moscou (ambassade)
- Suède
  - Stockholm (ambassade)
- Suisse
  - Berne (ambassade)
  - Genève (consulat)
- Ukraine
  - Kiev (ambassade)

## Océanie
- Australie
  - Canberra (ambassade)
  - Sydney (consulat général)
- Nouvelle-Zélande
  - Wellington (ambassade)
  - Auckland (consulat général)

## Organisations internationales
- Ligue arabe
  - Le Caire (mission)
- Nations unies
  - Genève (délégation permanente auprès des Nations unies et des autres organisations internationales)
  - New York (mission permanente)
- OPEC
  - Vienne (mission)
- UNESCO
  - Paris (mission permanente)
- Union européenne
  - Bruxelles (mission)[6]

## Galerie

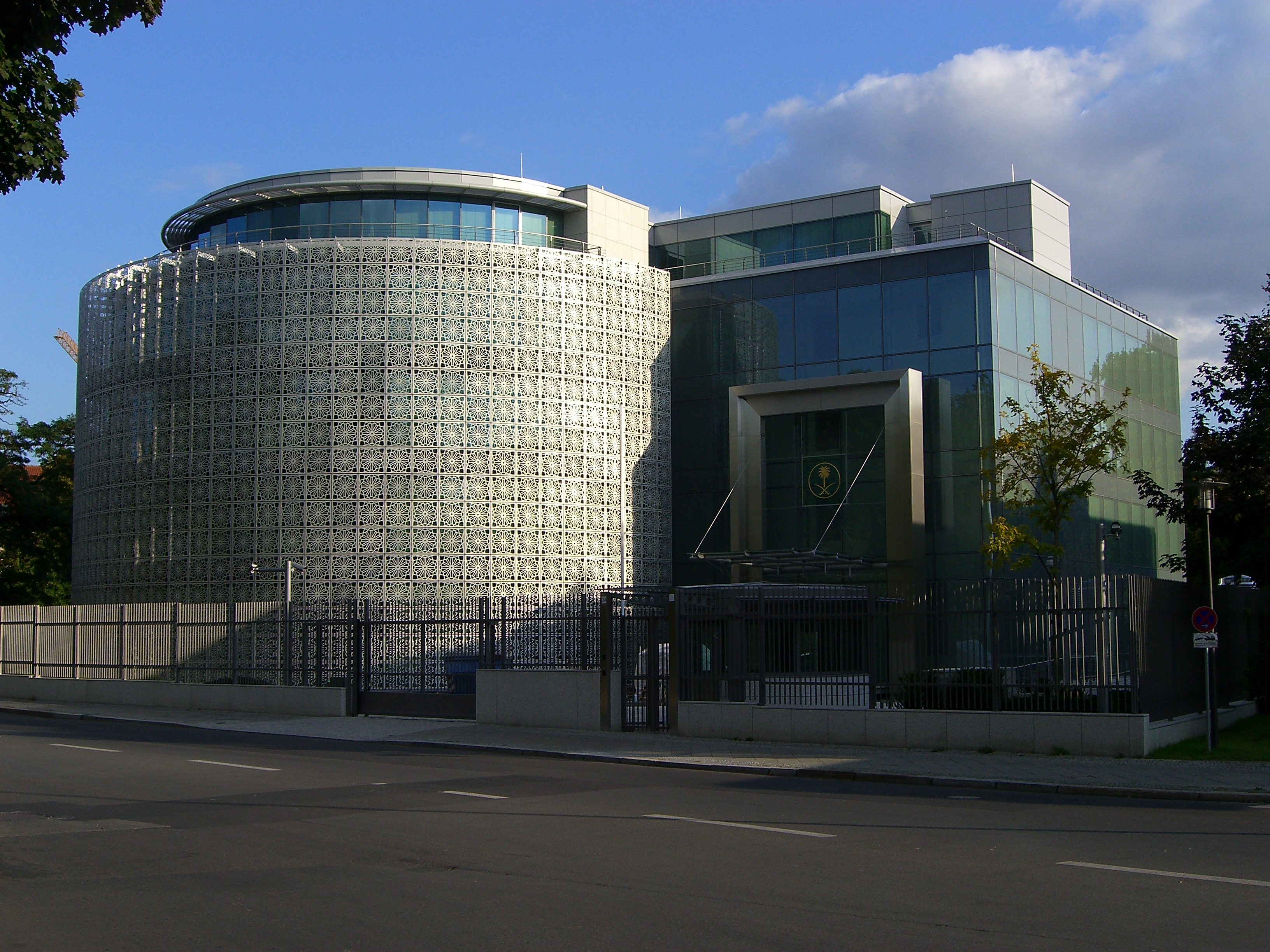
Ambassade à Berlin.
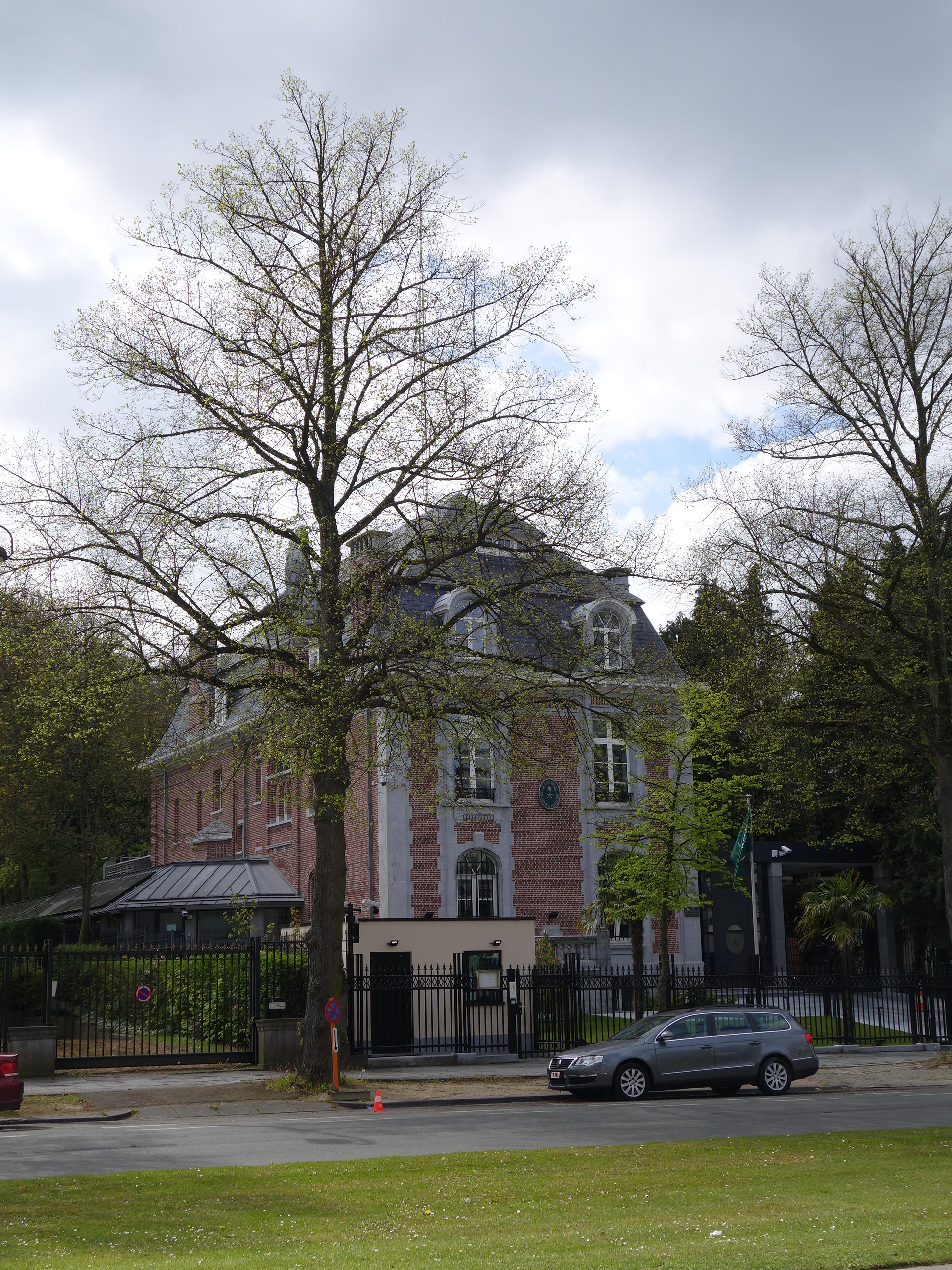
Ambassade à Bruxelles.
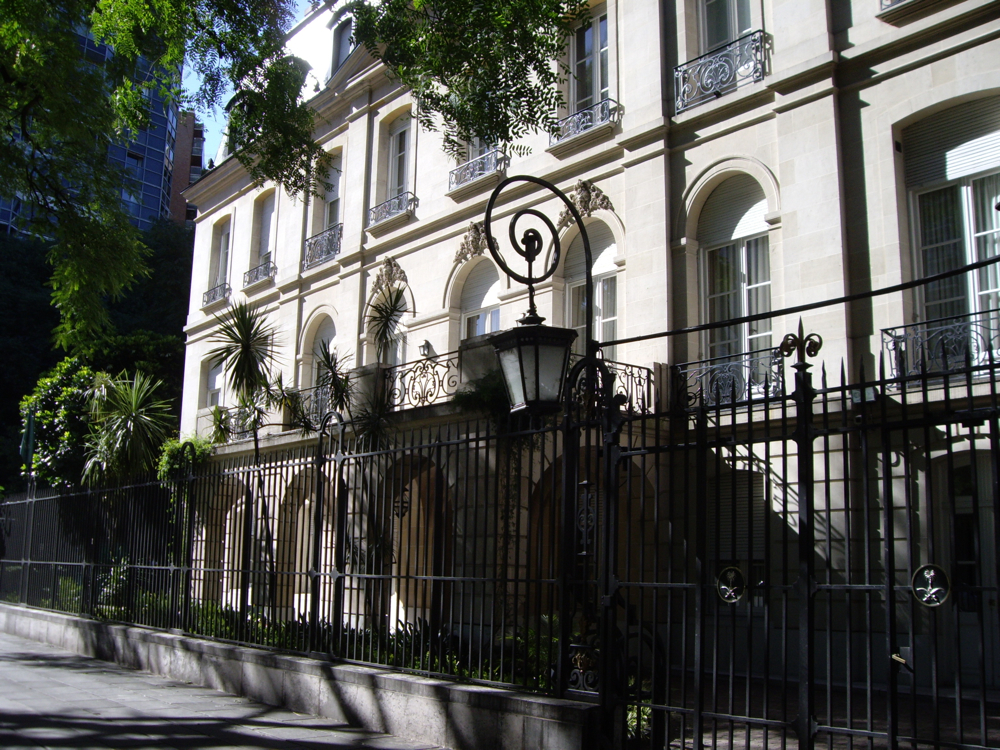
Ambassade à Buenos Aires.
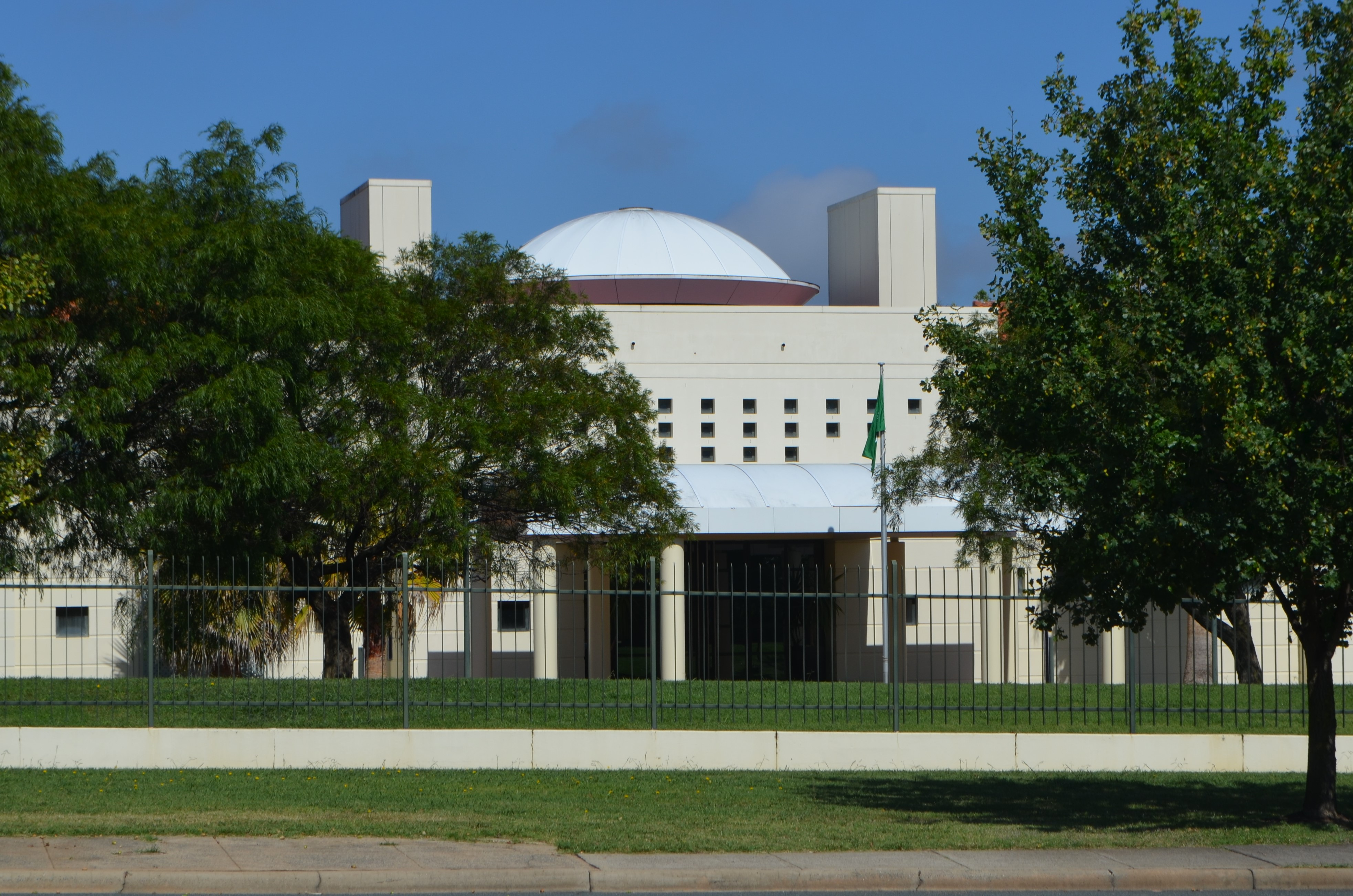
Ambassade à Canberra.
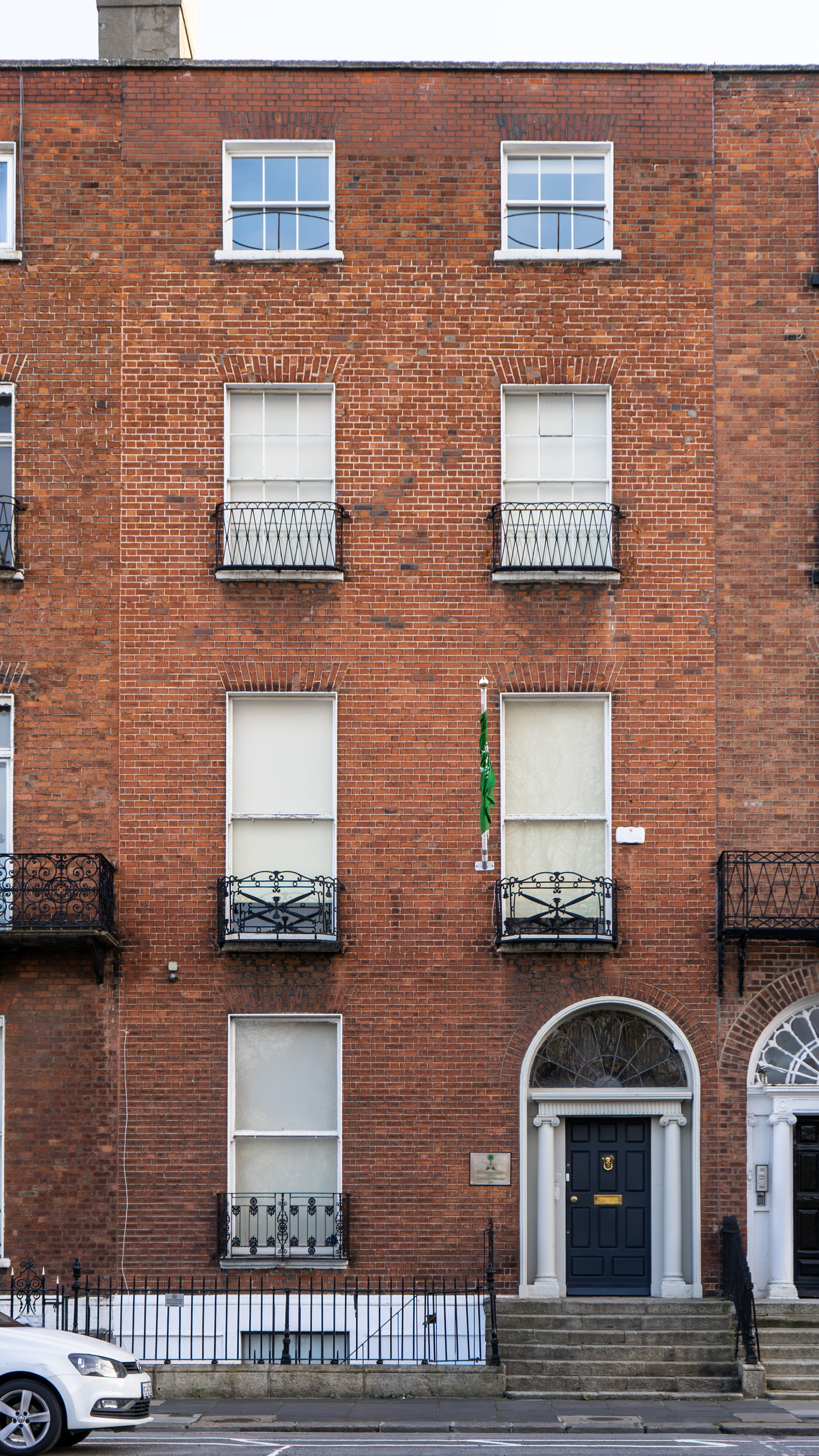
Ambassade à Dublin.
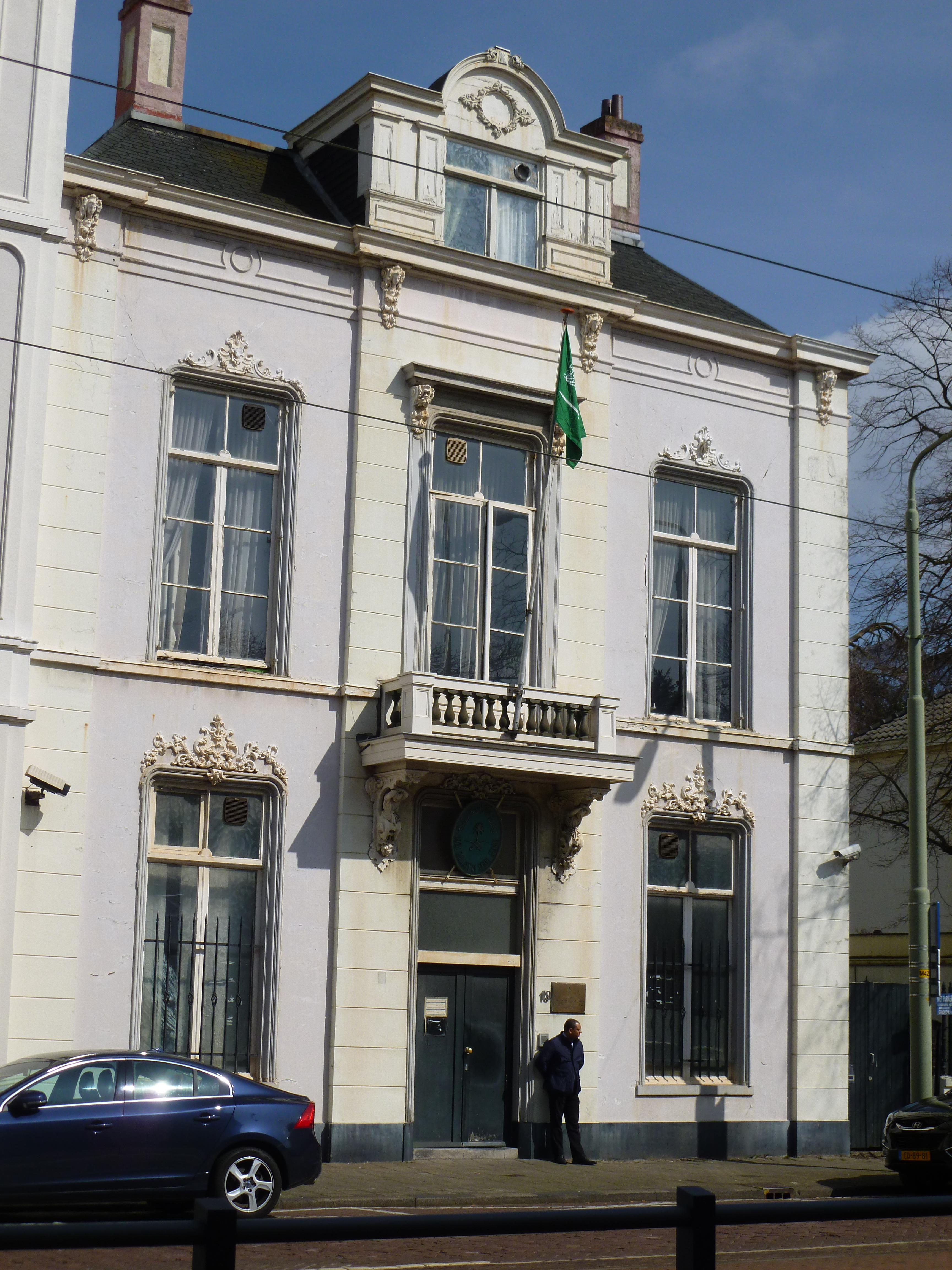
Ambassade à La Haye.
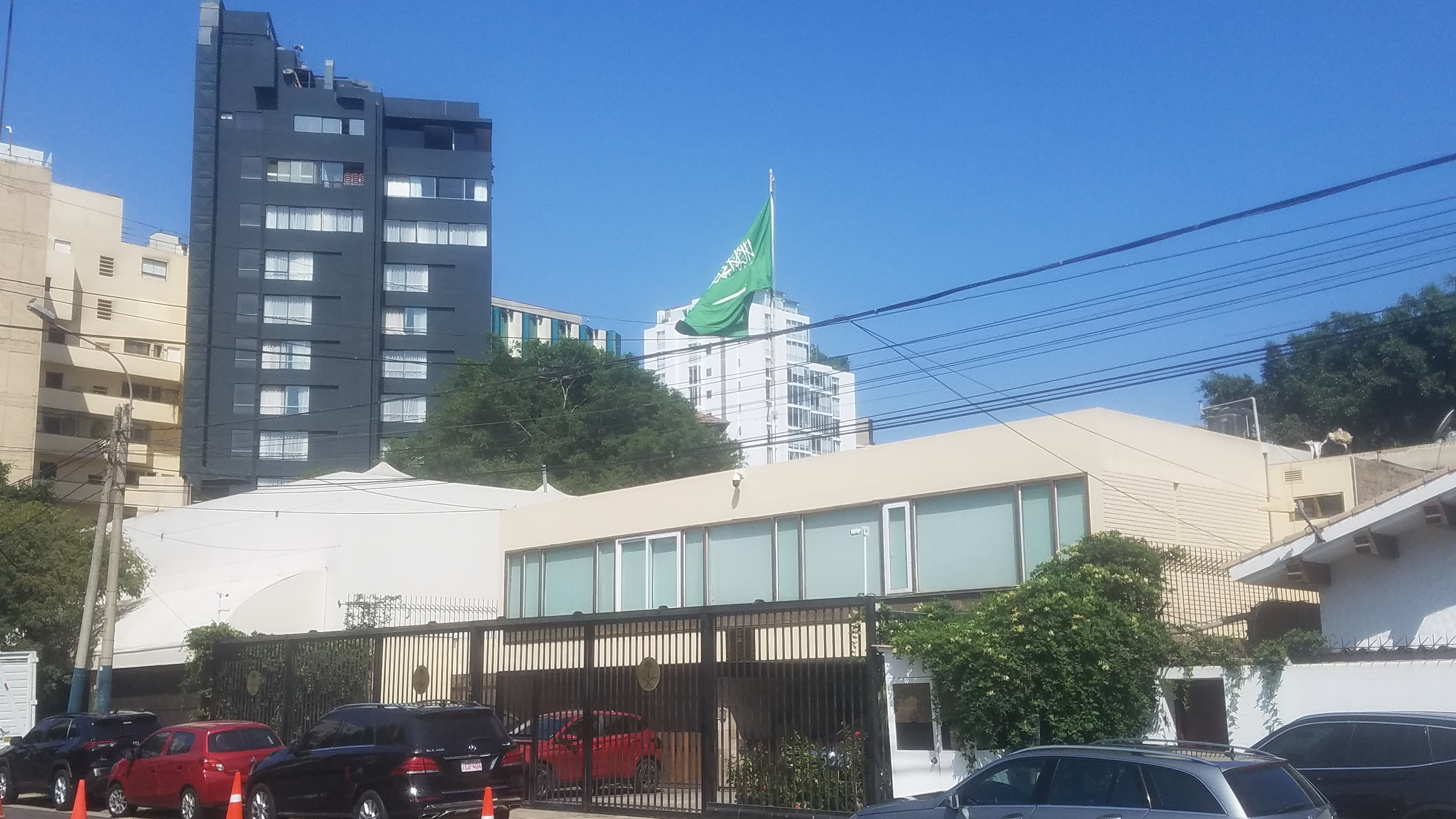
Ambassade à Lima.
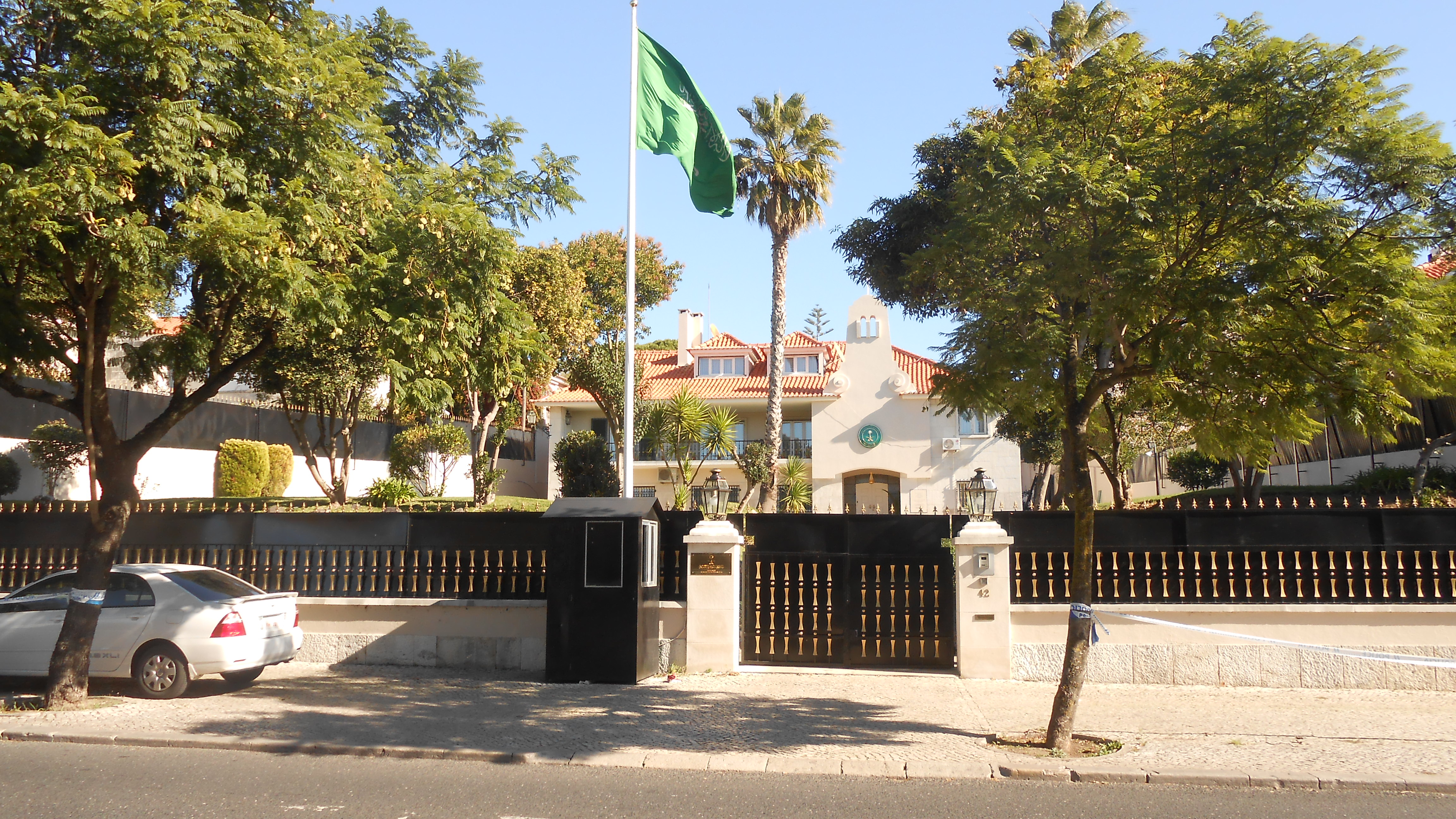
Ambassade à Lisbonne.
Ambassade à Londres.
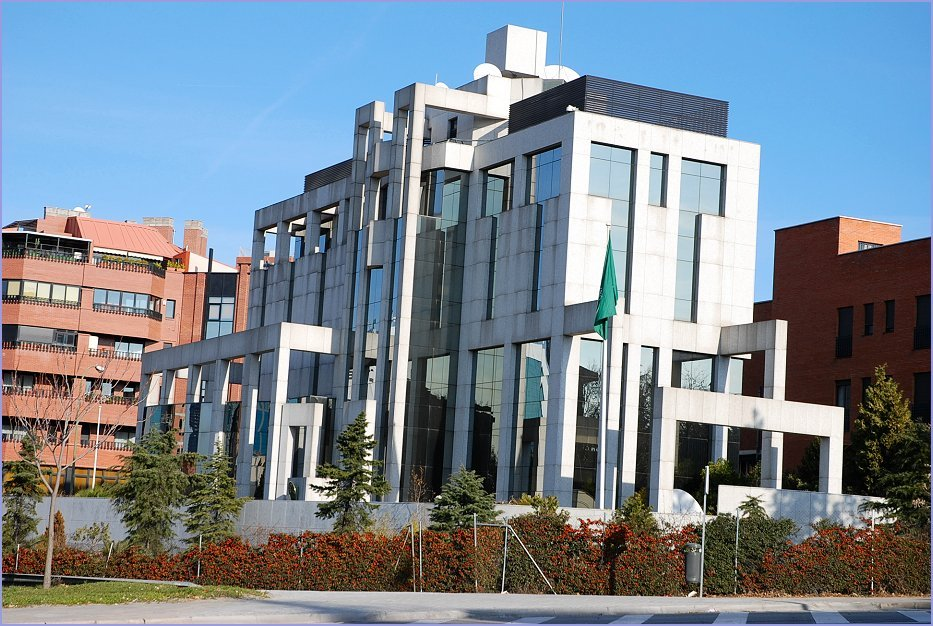
Ambassade à Madrid.
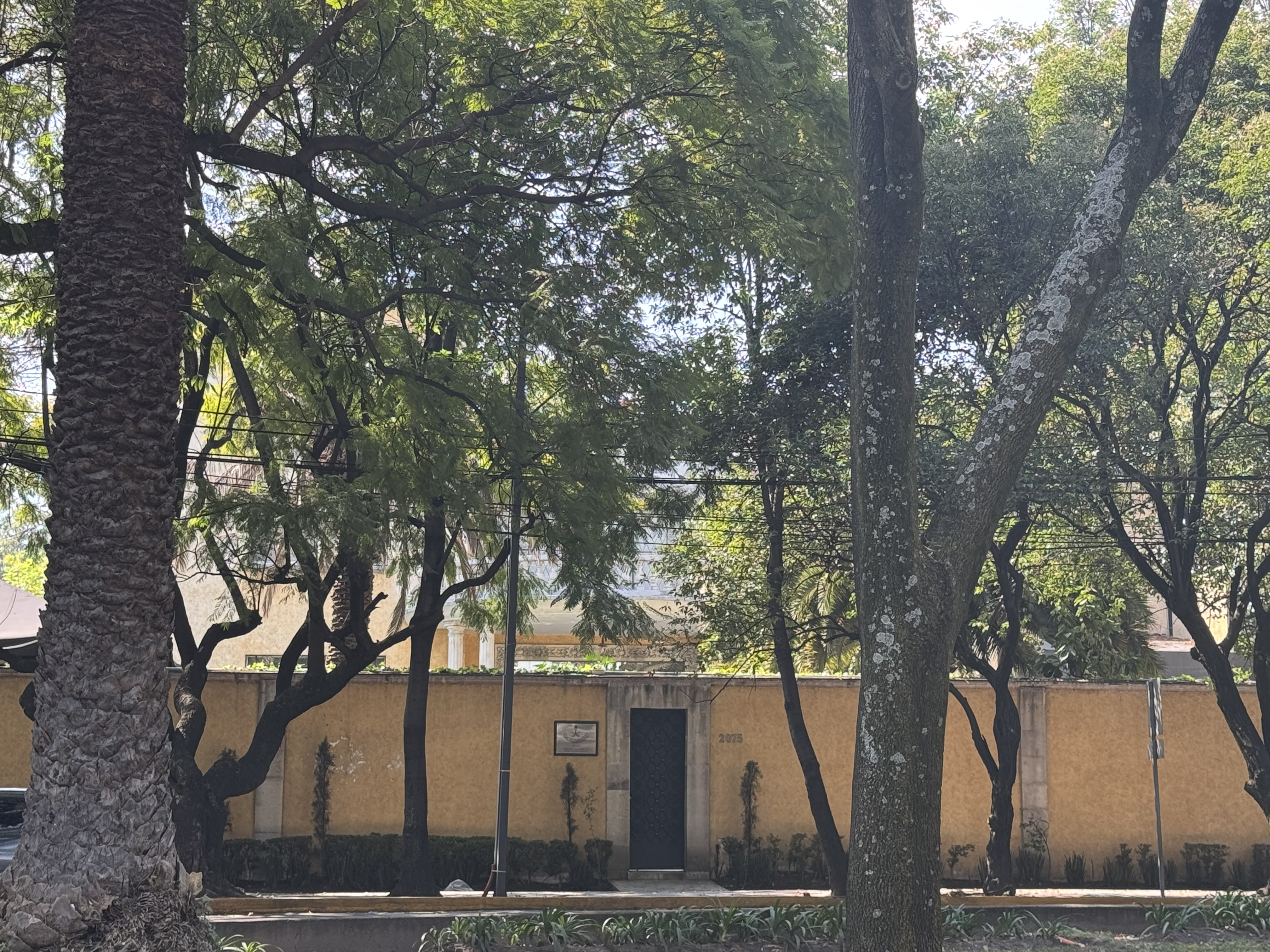
Ambassade à Mexico.
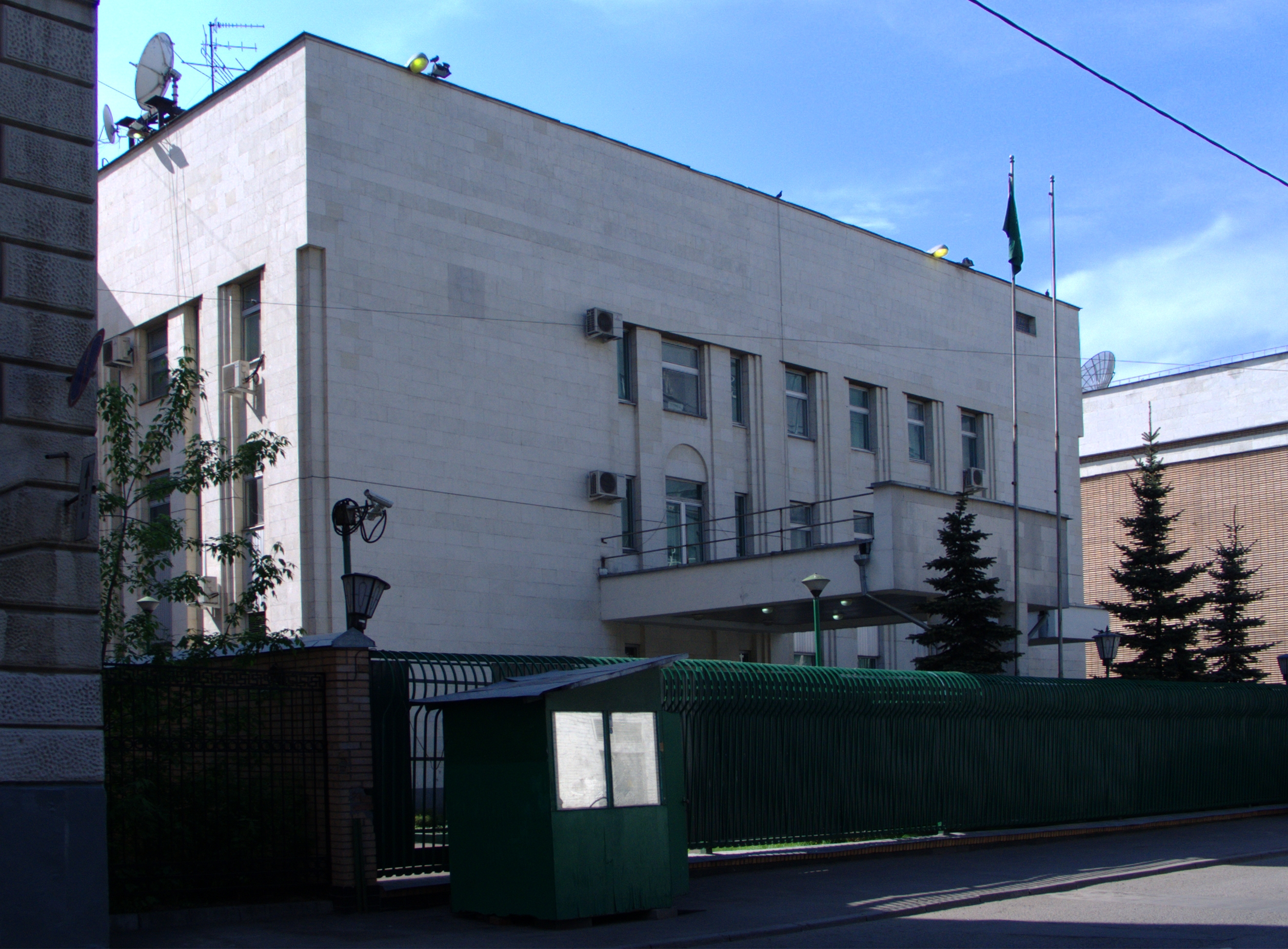
Ambassade à Moscou.
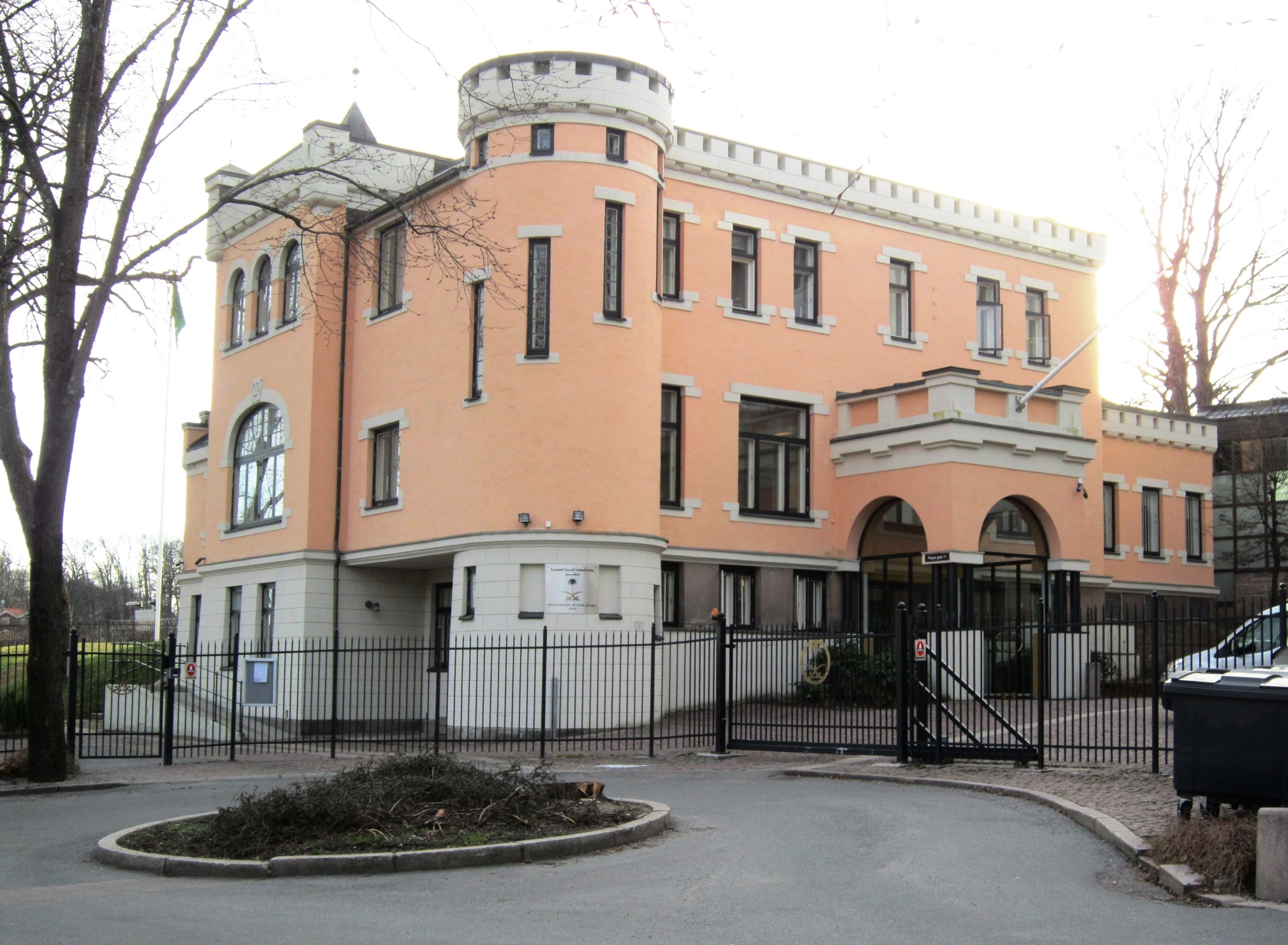
Ambassade à Oslo.
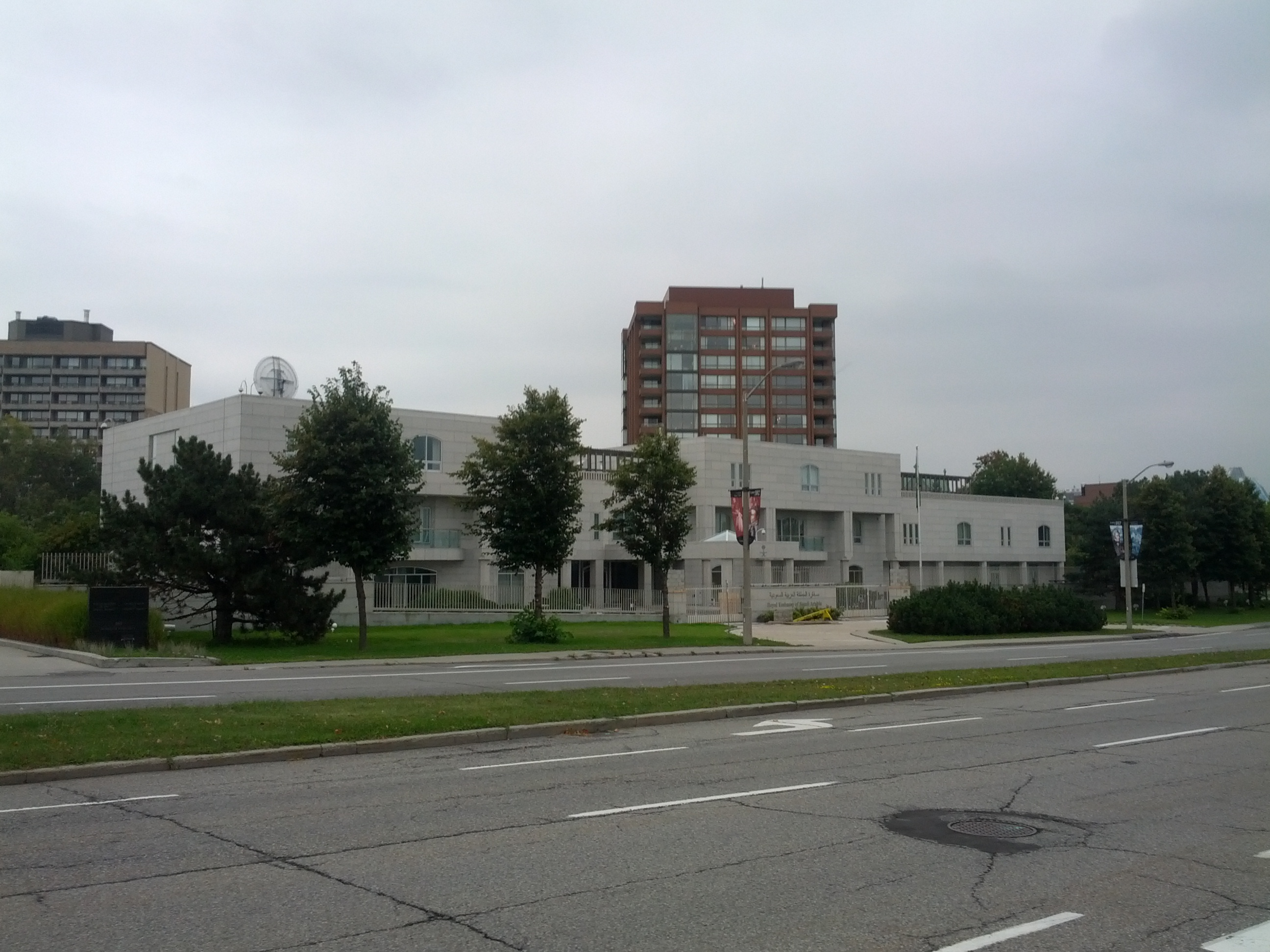
Ambassade à Ottawa.
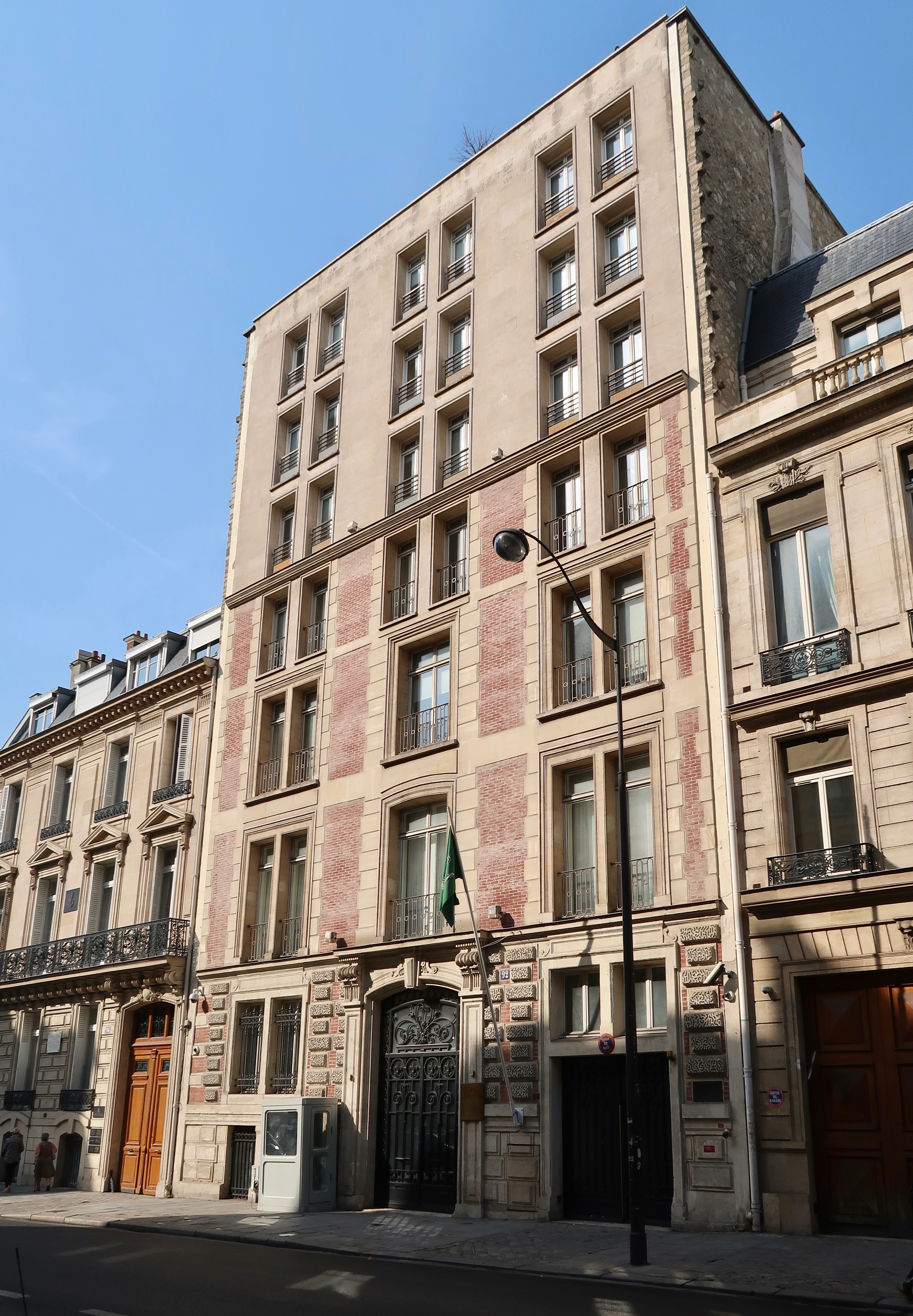
Ambassade à Paris.
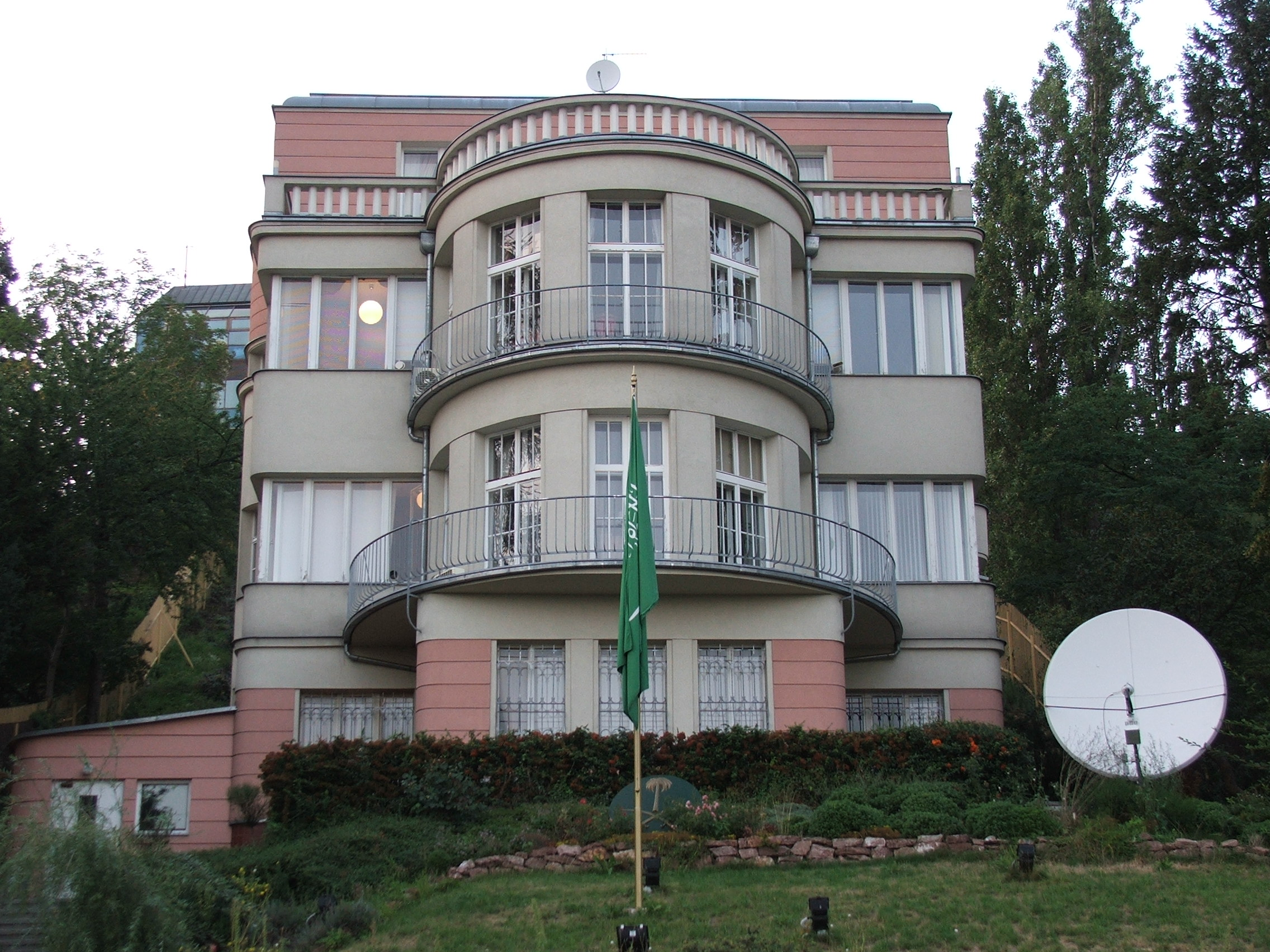
Ambassade à Prague.
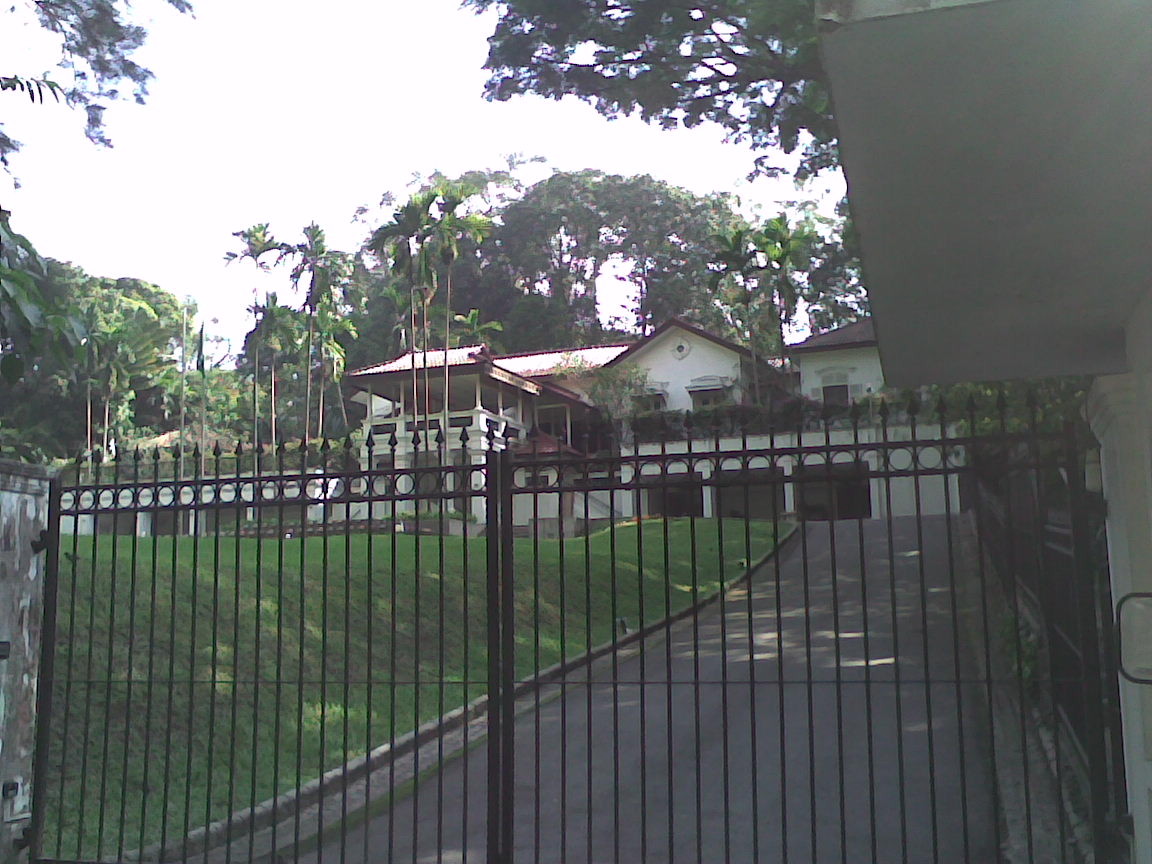
Ambassade à Singapour.
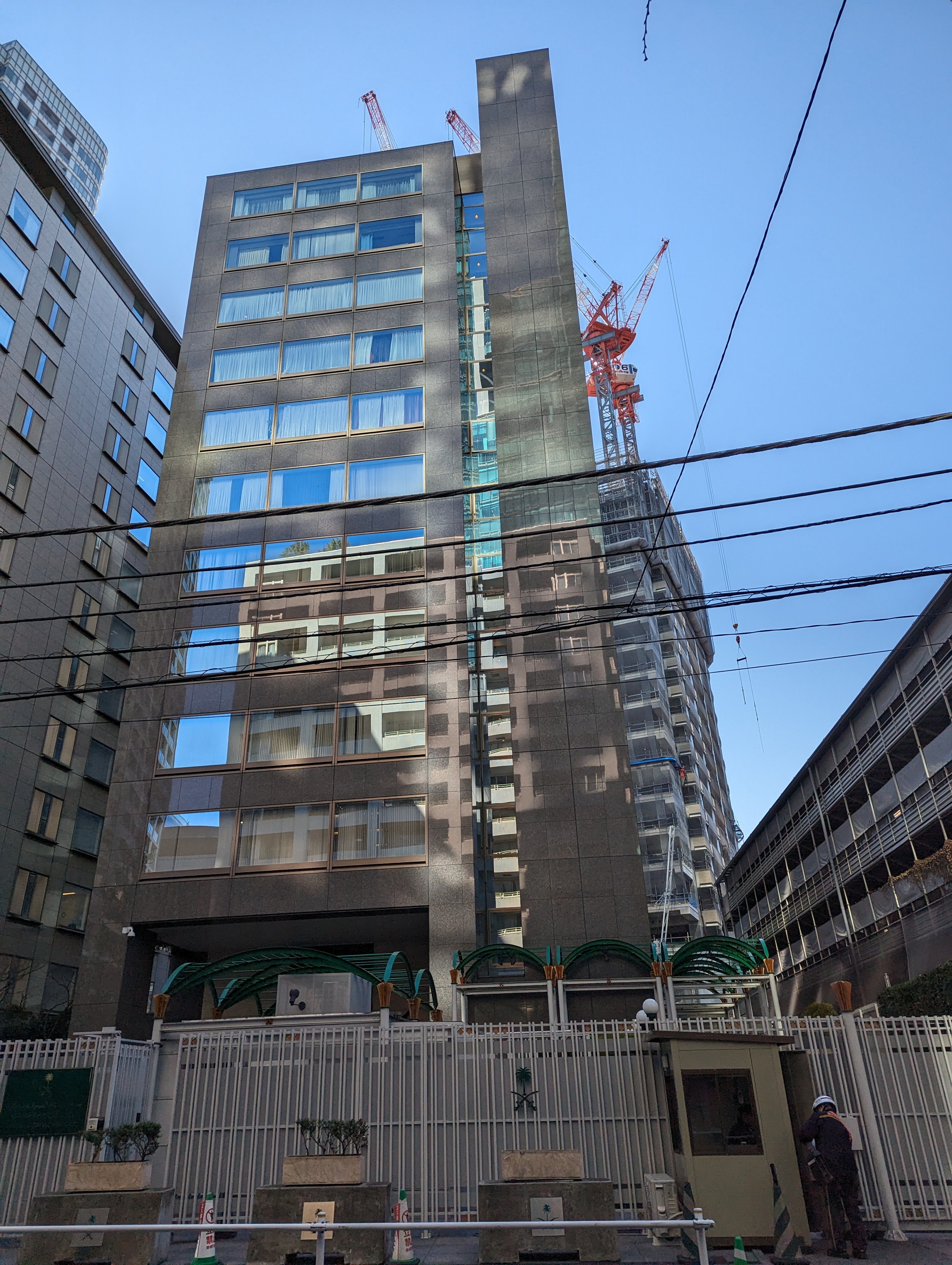
Ambassade à Tokyo.
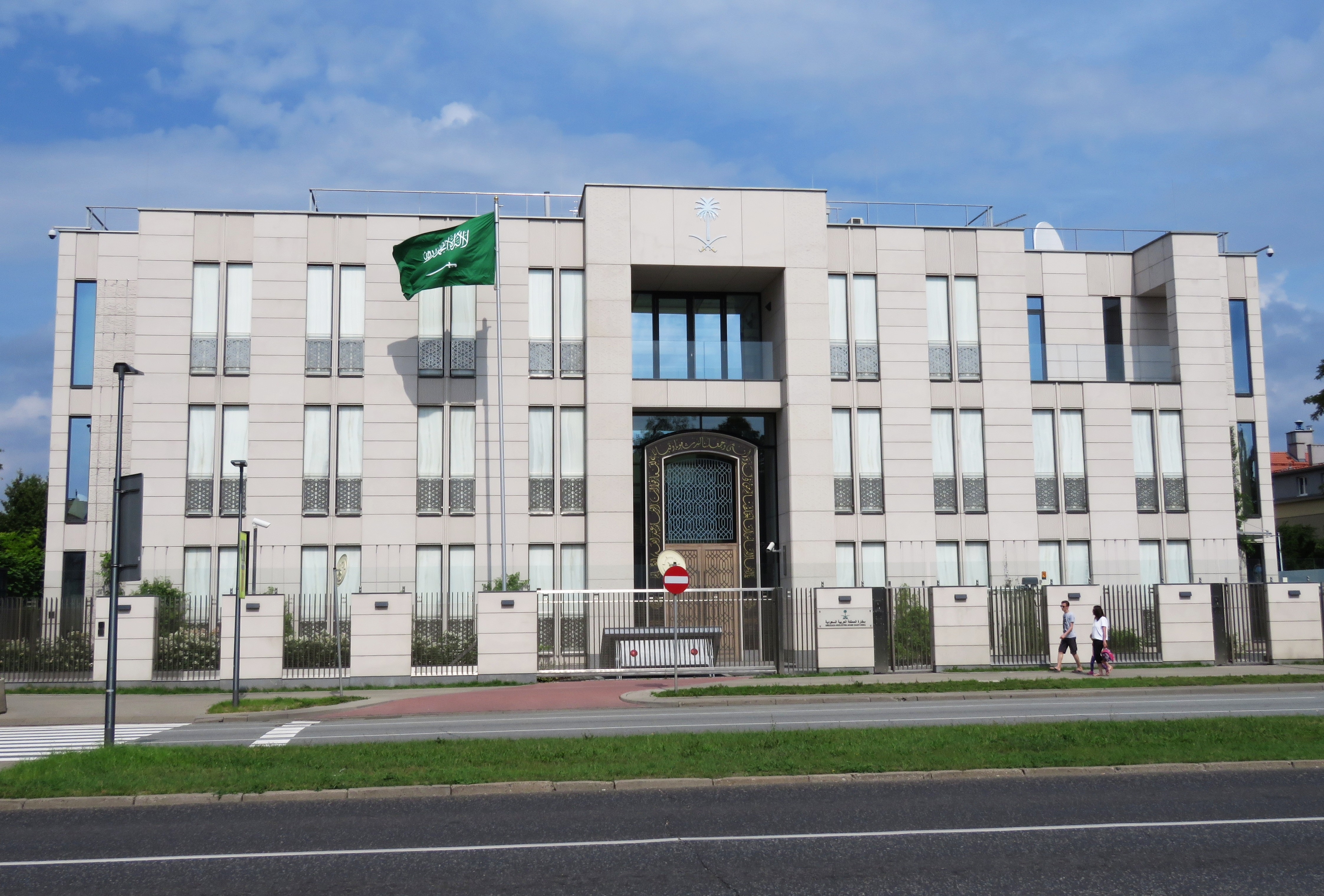
Ambassade à Varsovie.
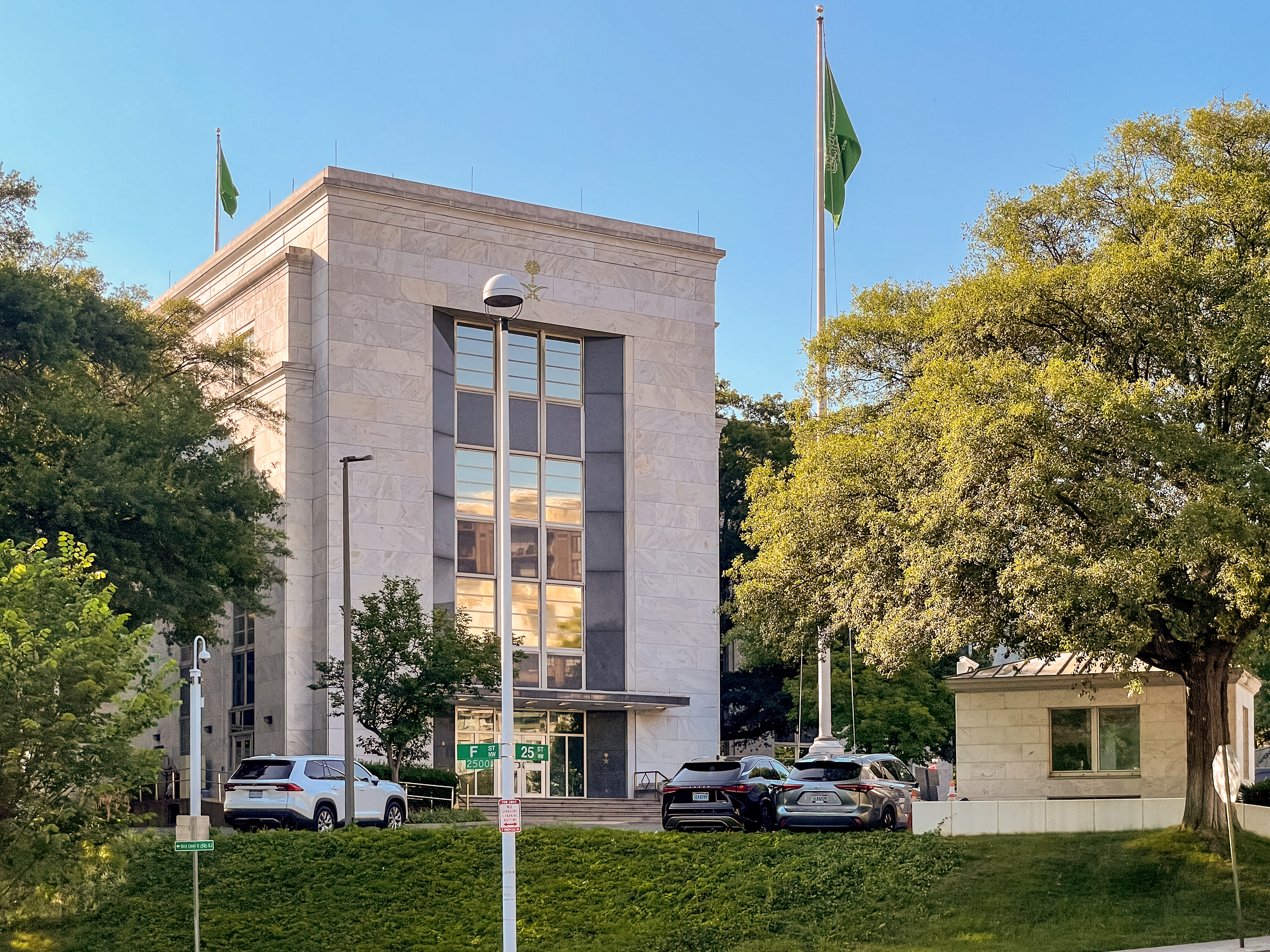
Ambassade à Washington.

## Ambassades non résidentes

### Abidjan
- Liberia

### Abuja
- Bénin

### Accra
- Togo

### Amman
- Palestine
- Syrie

### Brasilia
- Bolivie
- Équateur
- Guyana
- Suriname

### Budapest
- Serbie
- Slovénie

### Buenos Aires
- Paraguay

### Caracas
| - Antigua-et-Barbuda - Dominique - Grenade - Saint-Vincent-et-les-Grenadines - Sainte-Lucie | - Trinité-et-Tobago |

### Canberra
| - Fidji - Îles Salomon - Kiribati - Nauru - Papouasie-Nouvelle-Guinée | - Vanuatu |

### Conakry
- Sierra Leone

### Copenhague
- Lituanie

### Dakar
- Cap-Vert
- Gambie
- Guinée-Bissau

### Dar es Salam
- Burundi
- Comores
- Madagascar

### Hanoï
- Cambodge

### Helsinki
- Estonie

### Jakarta
- Timor oriental

### Kampala
- Rwanda

### Kinshasa
- Soudan du Sud

### La Havane
- Barbade
- Haïti
- Jamaïque
- République dominicaine

### Libreville
- Guinée équatoriale
- République du Congo
- Sao Tomé-et-Principe

### Lima
- Colombie
- Costa Rica
- Panama

### Lusaka
- Angola
- Namibie
- Zimbabwe

### Madrid
- Andorre

### Mexico
- Belize
- Guatemala
- Honduras
- Nicaragua
- Salvador

### Moscou
- Biélorussie

### N'Djaména
- République centrafricaine

### Nairobi
- Malawi
- Seychelles

### New Delhi
- Bhoutan
- Laos

### Paris
- Monaco

### Pékin
- Mongolie

### Pretoria
- Botswana
- Eswatini
- Lesotho
- Maurice

### Rome
- Saint-Marin

### Stockholm
- Islande
- Lettonie

### Tbilissi
- Arménie

### Tirana
- Kosovo
- Macédoine du Nord

### Vienne
- Slovaquie

### Wellington
- Îles Cook
- Niue
- Samoa
- Tonga
- Tuvalu

## Futures représentations
- Irak
  - Najaf (Consulat général)[7]
- Serbie[8]
  - Belgrade